# Caudron Type E
Le Caudron Type E, était un avion d'entraînement biplace biplan, variante plus grande et plus puissante du Caudron Type C. 
Deux ou trois ont été achetés par l'armée française et un par la Royal Navy juste avant la première guerre mondiale, mais la production a été abandonnée, ce modèle étant dépassé par le Type G bien plus performant et qui se vendait mieux.

## Histoire
Le gouvernement français a reçu deux Type E, le premier en septembre 1912 et le second un mois plus tard. Deux autres ont été construits mais se sont avérés difficiles à vendre, probablement parce que le Caudron Type G plus performant devenait disponible. Ainsi une commande chinoise pour le Type E a été modifiée en faveur du type plus récent le Type G,.
Un Type F a été vendu à la Royal Navy mais son acceptation a été retardée jusqu'au 29 juin 1914 afin que des modifications lui soient apportées.
Le sort du quatrième et dernier Type E fabriqué est incertain. Il semble qu'il ait pu remplacer la première machine gouvernementale française après sa destruction en mai 1913. Si c'est le cas, il avait alors été modernisé avec la forme de nacelle arrondie et pointue introduite sur le Type F et ensuite utilisée sur tous les types G.

## Description
Tous les avions terrestres biplan Caudron d'avant et du début de la Première Guerre mondiale avaient la même configuration : moteur à hélice tractrice, nacelle courte, deux longerons, de grands empennages avec des dérives doubles. 
Du Type A au Type G.3, tous étaient monomoteurs. Tous étaient sesquiplans, les premiers types ayant été modifiés à partir de biplans de même envergure et les derniers, à partir du type E, étant des sesquiplans dès l'origine. Contrairement à ses prédécesseurs immédiats, le Type C et le Type D, le Type E était un biplace, plus gros et plus puissant. Il a été conçu comme un avion d'entraînement militaire.
Les deux ailes avec longerons revêtus de tissu avaient le même plan rectangulaire, à l'exception des extrémités biseautées. Elles avaient un rapport d'envergure supérieure à inférieure proche de 1,5. Il y avait deux baies contreventées de chaque côté, bien que celles intérieures ne fassent que la moitié de la largeur de l'extérieur. Il n'y avait pas de décalage entre les ailes, par conséquent les entretoises interplans étaient parallèles et verticales. 
Le porte-à-faux de l'aile supérieure était soutenu par des entretoises parallèles inclinées vers l'extérieur à partir des bases des entretoises interplanaires externes. Le longeron arrière était en avant du milieu de la corde et seule la partie arrière des ailes était munie de nervures flexibles qui permettaient  le contrôle du roulis par gauchissement des ailes.

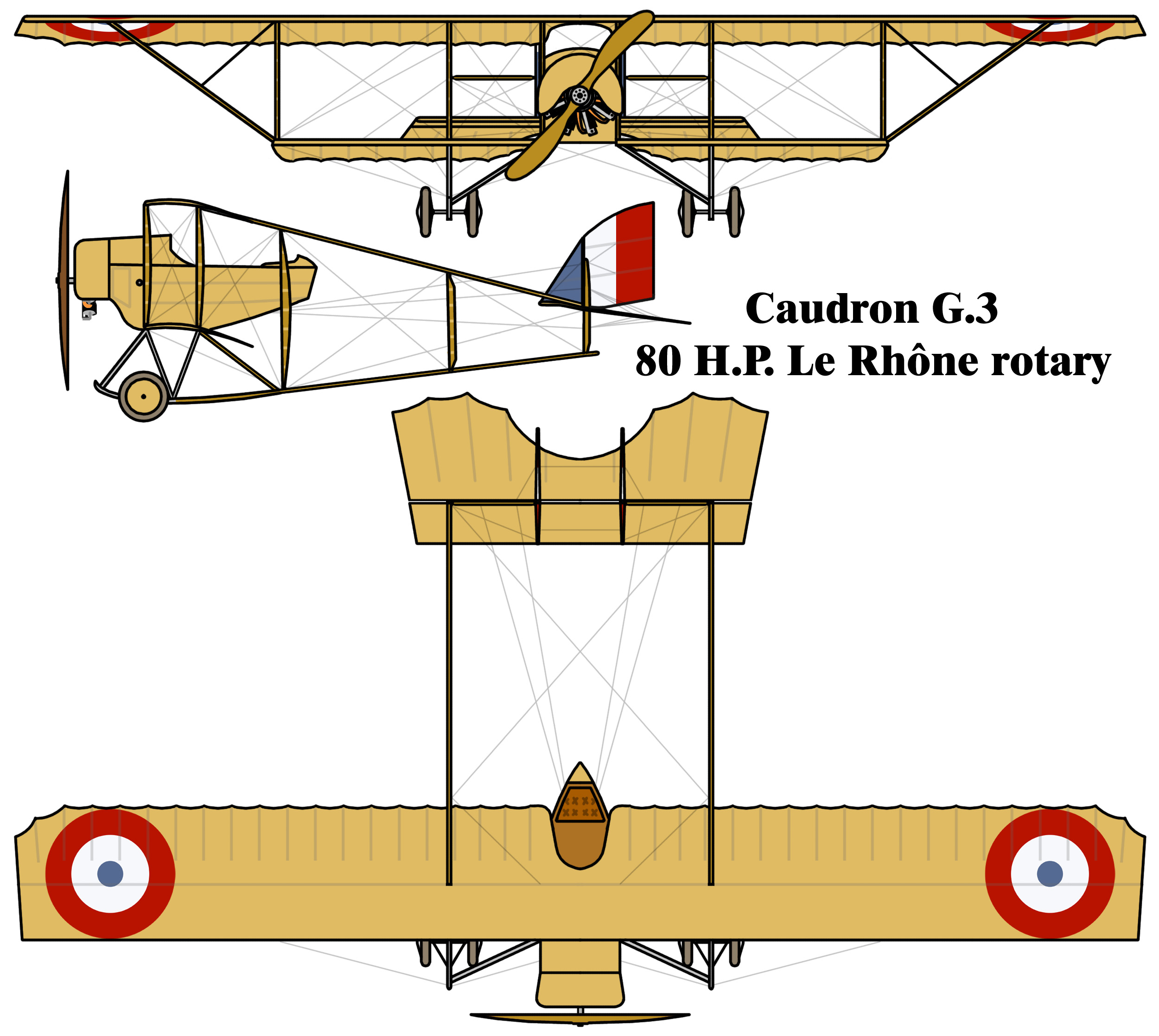
Le Type F avait la même configuration que le Type G.3 avec des dimensions et une motorisation différentes.

Le cockpit à deux sièges a été développé à partir de la structure antérieure simple et à flancs plats du Type B qui était supportée par l'aile inférieure et accolée à deux autres paires d'entretoises externes. Plus longue sur le type E, elle offrait plus d'espace aux deux occupants et à leur équipement militaire. Le pilote était derrière son passager. La partie supérieure du fuselage devant le cockpit était relevée, les occupants étant ainsi moins exposés. 
Un moteur en étoile rotatif (7 cylindres tournant autour du vilebrequin) Gnome Lambda de 70 ch (51 kW) était monté à l'avant sous un capot semi-circulaire destiné à dévier les projections d'huile,,. Il entrainait une hélice bipale.
L'empennage du Type E était soutenu par une paire de poutres disposées parallèlement les unes aux autres dans le plan. Les éléments supérieurs de la poutre étaient fixés aux longerons supérieurs de l'aile au sommet des entretoises interplans les plus internes. Les éléments inférieurs passant sous l'aile inférieure, étaient montés sur des extensions vers le bas des entretoises interplans internes. 
Ce montage était renforcé par deux entretoises diagonales de chaque côté, l'une à la base de la jambe interplan avant sa pointe incurvée vers le haut de l'élément inférieur et l'autre de la jambe interplan arrière à la jonction de l'élément inférieur et de sa première traverse verticale. 
Chacun de ces éléments inférieurs formait un long patin qui portait les roues d'atterrissage jumelées (deux trains de chacun deux roues) amorties par des ressorts en caoutchouc. Derrière l'aile, ces poutres supérieures et inférieures convergeaient vers l'arrière. A l'atterrissage la poutre inférieure frottait puis reposait sur le sol. 
Les ailes du Type E étaient une demi fois plus grandes que celles du Type C ce qui a permis d'augmenter la largeur entre les poutres et l'écartement entre les 2 trains de roulement qui est passée de 2,4 à 3 m, facilitant les atterrissages. Il y avait trois entretoises verticales sur chaque poutre, mais les seules traverses transversales latérales se trouvaient près de la queue, bien qu'il y ait aussi des contreventements en corde à piano. 
La queue large et à peu près rectangulaire de l'empennage était montée un peu en dessous du membre supérieur de la poutre. Elle portait, une paire de gouvernails rectangulaires aux angles arrondis écartés d'environ un tiers de l'envergure de l'empennage.
Avec une vitesse maximale de 90 km/h, il fallait au Caudron Type F, 10 minutes pour monter à 500 m d'altitude.

## Opérateurs
- France : Armée de l'air
- Royaume-Uni : Royal Naval Air Service